# Аксай-Казахський автономний повіт
39°37′49″ пн. ш. 94°20′12″ сх. д. / 39.63018° пн. ш. 94.33671° сх. д.
Аксай-Казахський автономний повіт — автономний повіт у складі міста-префектури Цзюцюань у провінції Ганьсу, КНР, єдина казахська автономія у провінції. Межує з провінцією Цинхай на півдні та Сіньцзяном на заході.
Цей найзахідніший повітовий підрозділ Ганьсу має площу 32 374 км² і населення 10 545 станом на 2010 рік. Поштовий індекс — 736400.

## Історія
Підготовчий комітет Аксайської Казахської автономної області був створений у 1953 році на південь від Дуньхуана. 26 квітня 1954 року була утворена Аксай-Казахська автономна область. У 1955 році він був перейменований в Аксай-Казахський автономний повіт.

## Географія

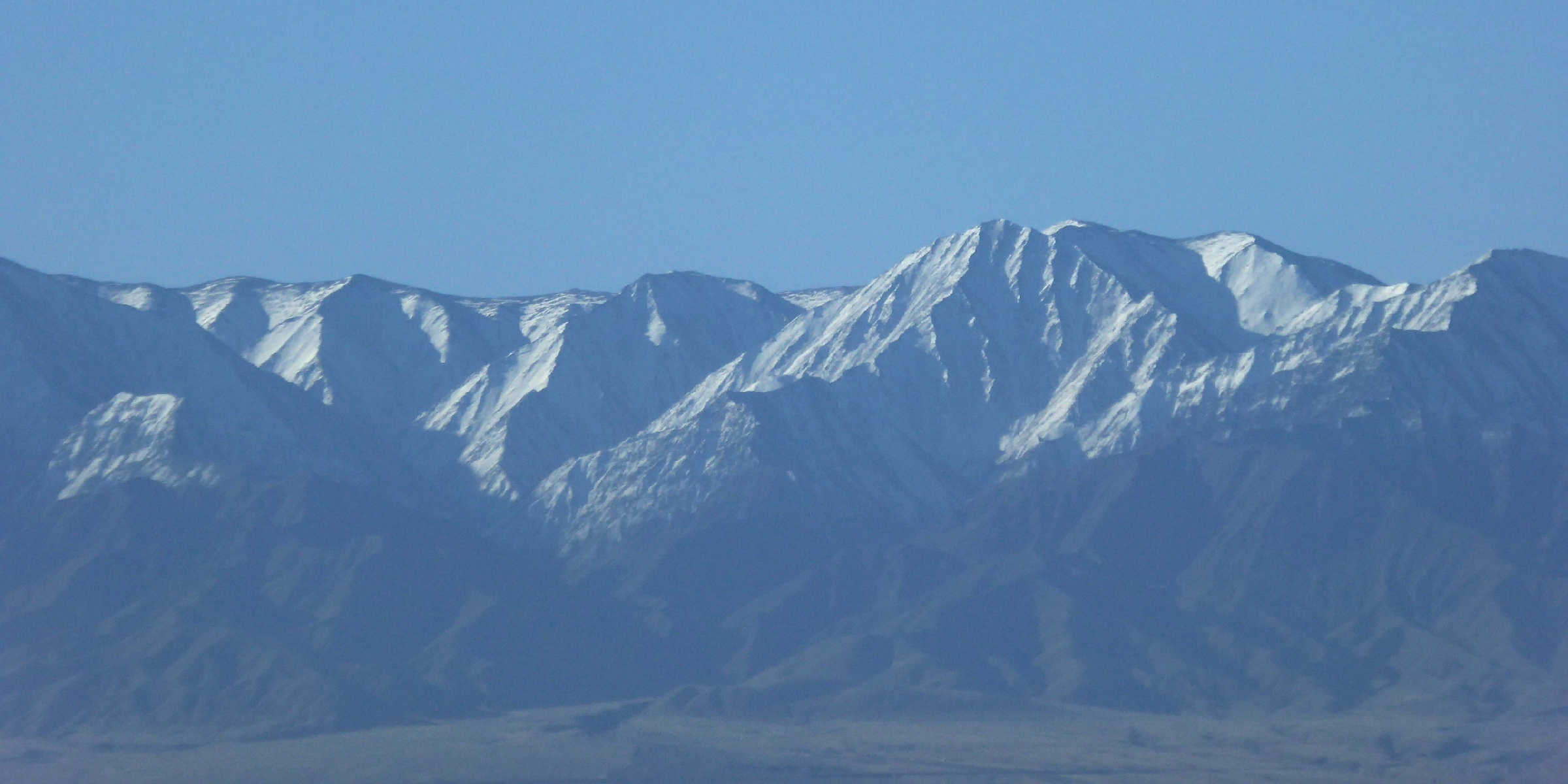
Гори Алтинтаг в Аксаї

Аксай розташований на північному кордоні Тибетського плато і має середню висоту близько 3200 метрів над рівнем моря, західна третина лежить в горах Алтинтаг, решта — у долині між хребтами Дакен-Дабан і Тергун-Дабан.
Повіт межує з містом Дуньхуан на півночі, провінцією Цинхай на півдні, Субей-Монгольським автономним повітом на північному сході та Сіньцзяном на заході.
Через південну частину краю протікають Велика Хартен (кит.: 大哈尔腾河) і Мала Хартен (кит.: 小哈尔腾河). Тут також знаходиться озеро Суган, яке фактично складається з озер Велике Суган (кит.: 大苏干湖) і Мале Суган (кит.: 小苏干湖).

### Клімат
Тут випадає у середньому 100 мм опадів на рік, середньорічна температура складає 5,4 °C, а річний безморозний період — 90 днів.

## Адміністративний поділ
Повіт управляє одним містечком і трьома поселеннями волосного рівня.
Хунлювань є єдиним містечком і адміністративним центром повіту.
Три волості повіту — Акчи, Алтин та Айна.

## Демографія
На 2005 рік 41,3 % населення повіту були етнічними казахами; це трохи більше, ніж 40,7 % у 1996 році.
Станом на 2010 рік постійне населення становило 10 545 осіб, з яких 10 079 мешкали в Хунлювані.
Інші етнічні групи в повіті включають хань, хуей, уйгурів, тибетців та 6 інших етнічних меншин.